# Galeodes tripolitanus
Galeodes tripolitanus är en spindeldjursart som först beskrevs av Roewer 1934.  Galeodes tripolitanus ingår i släktet Galeodes och familjen Galeodidae. Inga underarter finns listade i Catalogue of Life.